# دو دوست (کتاب)
دو دوست یک داستان کوتاه فارسی در حوزهٔ کودک و نوجوان نوشتهٔ هدی حدادی است که در سال ۱۳۸۶ منتشر شد. این کتاب برنده جایزه افق‌های تازه بولونیا (۲۰۱۰) شد.

## خلاصه داستان
راوی اول شخص داستان دو دوست، دختربچه‌ای است که  ماجرای آشنایی با دوستش و گشت و گذارشان در جنگل را تعریف می کند.

## نقد
مسیح ذکاوت در مقاله‌ای به نقد این داستان از منظر بوم‌فمینیسم پرداخته‌است. این مقاله در جشنوارهٔ نقد کتاب به‌عنوان برگزیده معرفی شد.
تکیه نویسنده بر روابط غیرکلامی میان شخصیت‌ها به جای روایت کلامی، موضوع پژوهش دیگری در حوزه مطالعات ادبیات کودک بوده است. 